# AC Legnano SSD
Associazione Calcio Legnano Società Sportiva Dilettantistica, zkráceně jen Legnano je italský klub hrající v sezoně 2022/23 4. italskou fotbalovou ligu, sídlící ve městě Legnano v regionu Lombardia.
I když byl založen 1. ledna 1913 pod názvem Football Club Legnano, byl v roce 2010 rozpuštěn a jeden rok byl nečinný. Až v roce 2011 byl znovu založen jako Associazione Sportiva Dilettantistica Legnano Calcio 1913 a od roku 2015 získal všechny historické odkazy původního klubu z roku 1913.

## Změny názvu klubu
- 1913/14 – 1935/36 – FC Legnano (Football Club Legnano)
- 1936/37 – 2009/10 – AC Legnano (Associazione Calcio Legnano)
- 2011/12 – 2013/14 – ASD Legnano Calcio 1913 (Associazione Sportiva Dilettantistica

Legnano Calcio 1913)
- 2014/15 – AC Legnano SSD (Associazione Calcio Legnano Società Sportiva Dilettantistica)

## Získané trofeje

### Vyhrané domácí soutěže
- 4. italská liga (2x)

1982/83, 2006/07

## Historie
Oficiální datum založení je 1. leden 1913 a první odehraný turnaj je v sezoně 1913/14 v tehdejší 3. lize. Nejvyšší ligu již hrál od sezony 1919/20. Hrál ji sedm sezon po sobě, jenže po reorganizaci soutěží byl přeřazen do 2. ligy. Zpět do nejvyšší ligy se vrátily na sezonu 1951/52 a poté i 1953/54. Vždy sestoupily a od sezony 1957/58 hrály do 1974/75 třetí ligu.
Po špatné sezoně 1991/92, když obsadily sestupovou 20. příčku, byly zařazeni do regionální ligy. I když se opět vrátily do třetí ligy (2007/08), byly v roce 2010 vyloučeni FIGC ze všech lig a ohlásily bankrot. Fotbalový klub byl tak jeden rok neaktivní a až v létě 2011 byl založen Associazione Sportiva Dilettantistica Legnano 1913 Calcio. Byly zařazeni do 8. ligy a každý rok postupovaly víš. V roce 2015 získaly odkaz klubu, který vznikl v roce 1913.

## Účast v ligách
| Úroveň soutěže | Název soutěže (nynější název) | První hraná sezona | Poslední hraná sezona | celkem odehraných sezon |
| -------------- | ----------------------------- | ------------------ | --------------------- | ----------------------- |
| 1              | Serie A                       | 1919/20            | 1953/54               | 11                      |
| 2              | Serie B                       | 1926/27            | 1956/57               | 16                      |
| 3              | Serie C                       | 1935/36            | 2008/09               | 33                      |
| 4              | Serie D                       | 1975/76            | 2022/23               | 30                      |
| 5              | Eccellenza                    | 1992/93            | 1998/99               | 4                       |

Historická tabulka Serie A od sezony 1929/30 do 2022/23.
| Celkové místo | Odehraných sezon | Celkem bodů | Celkem zápasů | Celkem výher | Celkem remíz | Celkem proher | Celkové skore |
| ------------- | ---------------- | ----------- | ------------- | ------------ | ------------ | ------------- | ------------- |
| 60            | 3                | 61          | 106           | 16           | 29           | 61            | 111:214       |

## Trenéři

### Známí trenéři v klubu
- Luigi Barbesino (1929–1931)
- Attilio Demaría (1945–1946)
- Pierluigi Casiraghi (2003–2004)
- Attilio Lombardo (2008–2009)

## Fotbalisté

### Historické statistiky
| Počet utkání | Počet utkání     | Počet utkání |  | Počet branek | Počet branek      | Počet branek |
| Pořadí       | Jméno            | Počet        |  | Pořadí       | Jméno             | Počet        |
| 1.           | Luciano Lupi     | 294          |  | 1.           | Bruno Mozzambani  | 59           |
| 2.           | Franco Enea Pian | 184          |  | 2.           | Emilio Caprile    | 41           |
| 3.           | Daniele Revere   | 183          |  | 3.           | Marco Gasperri    | 34           |
| 4.           | Karl Erik Palmér | 174          |  | 4.           | Silvano Pravisano | 34           |
| 5.           | Mario Longoni    | 165          |  | 5.           | Riccardo Cocuzza  | 33           |

### Na velkých turnajích

#### Účastník Olympijských her
- Emilio Caprile (OH 1948)